# کاریکلماتور
کاریکَلَماتور (آمیختهٔ کاریکاتور و کلمات) نامی است که احمد شاملو در ۲۱ خرداد ۱۳۴۶ بر نوشته‌های پرویز شاپور گذاشت. این واژه حاصل پیوند دو واژۀ «کاریکاتور» و «کلمه» است. از منظر شاملو، نوشته‌های شاپور کاریکاتورهایی است که با کلمه بیان شده‌اند.

## نمونه‌هایی از کاریکلماتورهای پرویز شاپور و چند تن از نویسندگان در این عرصه
- وقتی عکس گل محمدی در آب افتاد، ماهی‌ها صلوات فرستادند.
- اگر بخواهم پرنده را محبوس کنم، قفسی به بزرگی آسمان می‌سازم.
- به عقیده گیوتین، سر آدم زیادی است.
- به یاد ندارم نابینایی به من تنه زده باشد.
- قلبم پرجمعیت‌ترین شهر دنیاست.
- به نگاهم خوش آمدی.
- چرا همیشه نمیشه!!
- پایین آمدن درخت از گربه.
- قطرهٔ باران، اقیانوس کوچکی است.
- زندگی بدون آب از گلوی ماهی پایین نمی‌رود.
- جارو، شکم خالی سطل زباله را پر می‌کند.
- فوّاره و قوه جاذبه از سربه سر گذاشتن هم سیر نمی‌شوند.
- هر درخت پیر، صندلی جوانی می‌تواند باشد.
- باغبان وقتی دید باران قبول زحمت کرده، به آبپاش مرخصی داد.
- فاصله بین دو باران را سکوت ناودان پر می‌کند.
- فریاد زندگی در سکوت گورستان ته‌نشین می‌شود.
- برای اینکه پشه‌ها کاملاً ناامید نشوند، دستم را از پشه بند بیرون می‌گذارم.
- گربه بیش از دیگران در فکر آزادی پرندهٔ محبوس است.
- روی همرفته زن و شوهر مهربانی هستند!
- غم، کلکسیون خنده‌ام را به سرقت برد.
- بلبل مرتاض، روی گل خاردار می‌نشیند![۱]

نمونه هایی از کاریکلماتور سهراب گل هاشم
شاید حکیم نظامی پزشک ارتش بوده‌است.
چون وقتمون خیلی کم بود، همه چیز بین ما زود تمام شد.
وقتی از کارخانه باز نشسته شد در کار خانه با همسرش شریک شد.
وقتی آبله مرغان گرفتم بیش از همه از خروس‌ها وحشت داشتم.
بعضی‌ها مشغول ساخت و ساز هستند و بعضی‌ها مشغول ساخت و پاخت.
فقط حرف‌های استاد ریاضی حرف حساب بود.
مثل زودپز باش، درحالی که می‌جوشی به آرامی هم سوت بزن.
شیرین‌ترین بازی‌ها نامزد بازی است، به شرطی که به ازدواج منتهی نشود!
گل شیپوری نوازنده بزرگ ارکستر بزرگ باغ است.
در کشورهای عقب مانده به قلم‌های بی جوهر آزادی داده می‌شود.
قبض آب را که دید برق از سرش پرید.
کشاورز عصبانی، بادمجان را زیر چشم می‌کارد.
عشق‌های آبکی، در تابستان زود تبخیر می‌شود.
فردا اولین روز از بقیه عمر شماست.
بابت بدهی اش، تصمیم گرفت آینده اش را پیش فروش کند.
آنچه هستید، شما را بهتر معرفی می‌کند تا آنچه می‌گویید.
زندگی بدون عشق، مثل پیژامه بدون کش است.
آرایشگر مدعی شد که از او سرشناس تر کسی نیست.
بعضی از کشورها وسایل ارتباط جمعی دارند و بعضی‌ها وسایل اغفال جمعی.
در جدال اعداد، این صفرها هستند که بی طرفند!
طناب دار و صندلی به یک اندازه مقصرند.
در زندگی بعضی‌ها هم نفس هستند و بعضی‌ها هم قفس.
روان‌شناس‌ها و وکیلان زبان گرانی دارند.
خود گوی و خود خند ای هنرمند، این است طنز هدفمند!
بعضی‌ها محو قدرتند و بعضی‌ها در پی حذف آن.
قند خون مزه تلخی به زندگی می‌دهد.
از تجمع نجواها، فریاد متولد می‌شود.
به خاطر پایمال کردن حقوق دیگران، کفش‌هایش را محاکمه کردند.
مشکلات قابل حل زندگی را طلاق منحل می‌کند.
با هنرها در مجلس هستند و بی هنرها در دفتر طنز بچه مشد.
آنهایی که زبانشان دراز است، شخصیتی کوتاه دارند.
بجز آدم پای دار، همه بیدارند.
گاهی نگاهم در خیابان چشمانش راهپیمایی می‌کند.
بیهوده متاز، مقصد همه خاک است.
بعضی‌ها اهل دلند و بعضی‌ها تندیسی از خاک و گل.
هر آدم خوب گذشته‌ای دارد و هر آدم گناهکار آینده‌ای.
فریاد کشیدنی است اما کمتر وزن می‌شود.
بعضی‌ها به عرض زندگی فکر می‌کنند و بعضی‌ها به طول آن.
سرشناس تر از آرایشگرها کسی را نمی‌شناسم.
همیشه درست می‌گویم اما نمی‌دانم چرا حق با دیگران است.
باطری خورشید شبها زیر شارژر ماه است.
بچه‌های فقیر فقط در زنگ انشاء به کنار دریا می‌روند.
هر داغی، سرد می‌شود اما هیچ پخته‌ای خام نخواهد شد.[2]
نمونه کاریکلماتور عباس گلکار
طنز، روی مردم را باز می‌کند.
درختان را می‌برند تا سیل به آنها اصابت نکند.
آدم پرخور، صاحب سخن را تسلیم کرد.
تملق، گندستایی می‌کند، انتقاد، گندزدایی.
دوستی خر و خرسوار، ناشی از بیتمیزی خر است.
اگر مرگ نبود، جادهٔ عمر به شکل دایره بود.
نویسنده‌ای که نوشته اش را خواننده نمی‌فهمد، اگر ننویسد، زودتر به مقصد می‌رسد.
مرگ، شایعهٔ عمر جاودانه را تکذیب کرد.
توفان، درخت خشکیده را آسانتر می‌اندازد.
دستی که درختان جنگل را می‌برد، ستونِ پنجم سیل است.
پدر سالار، کودکِ بی کودکی است.
در جنگ، بیش از کودکان، کودکی کشته می‌شود.
گوش پاییز، سنگینتر از آن است که صدای پای بهار را بشنود.
عدد ۴ به نقطهٔ نامعلومی چشم دوخته‌است.
عدد ۸، هفتی است که بالانس زده.
خدا، پرواز را آفرید، انسان قفس را.
توهین و تملق در قاموسِ آینه نیست.
سکوت، هیچ سخنی را سانسور نمی‌کند.
قفس، خانهٔ امن پرندهٔ بی پرواز است.
زمان، معطل ساعت تنبل نمی‌ماند.
پرندهای که با قفساش کنار آمده، احساس آزادی می‌کند.
جادهٔ متروک و مسافرِ منزوی، همدیگر را پیدا می‌کنند.
ماهی ساده لوح، روی آب می‌آید تا از توجه گربه، تشکر کند.
ای کاش نبودنت را هم با خودت برده بودی!
آبشار، رودخانهٔ عمودی است.
کابوس خشکسالی، صدای پای آب است.
راه راستی از تونل وحشت واقعی می‌گذرد.
قبرستان، جامعهٔ بی طبقهٔ همیشهٔ تاریخ است.
مرگ، همه را لخت‌می‌کند.
سیل و مرداب، افراط و تفریط جریان آبند.
سگ گله، چنان هار شد؛ که گله به گرگ پناه برد.
تزویر نگذاشته که کارخانهٔ طنز از بابت مواد اولیه در مضیقه باشد.
پرواز شکسته، خودش را به قفس معرفی کرد.
تبخیر تدریجی کودکی را، بزرگ شدن می‌نامیم.
آینه به تو می‌بالد.
سکوتِ جادهٔ متروک، جاودانه نیست.
نه لاستیک ترکید، نه راننده خواب بود، جاده، جاخالی داد.
نمونه کاریکلماتور های حسین ناژفر
دیده‌بان حقوق بشر نا بینا از آب درآمد.
پل زنگوله ، نوستالژی بز و گوسفندهاست.
کارمند حفاظت فیزیکی ، کارشناس شیمی بود.
فقر، «سگ دو» را به رشتهٔ ورزشی تبدیل کرد.
درختان «تبرستان»، همه بی سر و شاخه‌اند.
سشوار هم وسیلهٔ سرگرمی از آب درآمد.
کاشف نانو تکنولوژی دانشمندی گرسنه بود.
بی‌رنگ و روغن هم، می‌توان تابلو شد.
خوش‌مزه‌ترین نان، نانِ بازو است.
گرانی، بار مردم را سبک می‌کند.
صحنهٔ جرم بوی عزراییل می‌دهد.
هیزم شکن دکان درخت را تخته کرد.
از سراب آموختم نوشیدن عطش را.
ماهی تنگ ، غرق تماشای دریا شد.
ساز بادی هم به هر بادی نمی‌رقصد.
پستهٔ خندان به ریش فقرا می‌خندد.
گیوتین، سرخورترین تیغ آرایشگری است.
بیشتر بره‌ها شانس گوسفند شدن دارند.
«آپارتاید» ی با «سیاه» زخم جان سپرد.
زمستان فصل عرق گیری پنجره هاست.
انگشت حسرت، قاتل مینای دندانم بود.
برای چریدن باید رسم گوسفند پیشه کرد.
آرتور توسکا نی نی تنها نی نی نابغه بود.
درخت بهار حامله و پاییز پا به ماه می‌شود.
فقرای عصر حجر هم دستشان زیر سنگ اغنیا بود.
مایه دارترین آدم هم «پابرهنه» به دنیا می‌آید.
آدم‌های ستاد تخریب، تخصص نوسازی ندارند.
روی ماهت را گرفته بودی، نماز آیات خواندم.
«حق با مشتری است»، شعار کاندیدای کاسب است.
هیچ ظالمی خط میان گندم را به رسمیت نمی‌شناسد.
دلاک، پاک‌ترین نان را از چرک‌ترین تن بدست می‌آورد.
ای کاش فاصلهٔ بین «زرادخانه» و «ضرابخانه» را صلح پر کند.
سرطان پایان زندگی نیست، آغاز زندگی پزشک و دارو ساز است.
اغنیا به آب درمانی و فقرا به نان درمانی نیازمند هستند.
زاینده رود جای خالی ماهی را با خشک سالی پر کرد.
آی سی یو، تختی برای اقتصاد در حال احتضار ندارد.
چاقوکش حرفه‌ای، متخصص خطاطی چهره است.
دارا عاشق دوغ سارا و سارا عاشق پول دارا بود.
گندم زنگ زد، کشاورز پای درد دلش گریست.
بی انصاف، نام دکانش را «عدالت» گذاشت.
همیشه «زبان» را به «جبر» ترجیح داده‌ام.
شادترین پلی که دیدم، پل سیدخندان بود.
کفش فقیر با لبخند، اشک او را درآورد.
سن تکلیف، آغاز بلاتکلیفی نوجوان است.
بنزین هم «جایگاه» دارد، وای بر فقیر.
آدم خود جوش نیازی به دیگ ندارد.
عضو «ناتو» قالتاق از آب در آمد.
قناد هسته ای کیک زرد می پزد.
سایه ات، نگاهم را آفتابی کرد.
رودخانه هم اهل طغیان است.
نام عرب فقیر، عبدالغنی بود.
شاخ آفريقا گرسنه می زاید.
چکیدن، تولدِ باران است.
فرش فقیر، خواب ندارد.
نمونه کاریکلماتور های رسول مرادی
مغزش پاره آجر برمی‌داشت، استخدام شد!
بعضی‌ها برای سرگرمی، با احساسات بقیه بازی می‌کنند
گزینه‌های روی میز عبارت بود از:پرداخت پول شام/شستن ظرفها
مغزم را بیمهٔ بیکاری کردم
تنها همدم من بازدمم است
تابلوی دور زدن ممنوع را دور زدم
همه آرزوی دیدن عزراییل را به گور می‌برند
خودکار روشن، خط تیره نمی‌کشد
شیشهٔ اسید را «باز» کردم
از خارج، خارج شدم
مربی بازیکنانی را که پاس ندادند، به پاسگاه برد
برای انتخاب سنگ قبرم، نظر روحم را پرسیدم
آرایشگر از همه سرشناس تر است
سلطان جنگل که شیر بخورد، شیر تو شیر می‌شود
در لحظه‌های آخر زندگی، فقط عزراییل به یادم بود
خود را درگیر کارهای «بی خود» نکنید
سرتیپ، خیلی به مدل موهایش اهمیت می‌دهد
از وقتی ممنوع التصویر شده‌ام، آینه تصویرم را نشان نمی‌دهد
در بازی دوز، کلک زدم
چوپان، اطرافیان عاقلی ندارد
-بی‌ادبی از که آموختی؟ -از با ادبان
با گذاشتن سند، پدرش را درآوردم!
با (حال) تر از آنم که به گذشته بیاندیشم.
بیچاره جگرکی چه راحت به همه «دل» می‌دهد!
طول زندگی با «أرز» بیشتر می‌شود
برنده به خطِ پایان می‌رسد و بازنده به پایانِ خط!
آنقدر بهداشتی بود، پولشویی می‌کرد!
سنگ کلیه آدم را سنگدل می‌کند
روحم عاشق فیلمِ ترسناک است!
کفشدوزک برای بقیه حشرات پاپوش دوخت!
به قطب جنوب اندیشیدم، سرما خوردم
فقط سبزی خُرد کن برایم تره خرد می‌کند
نقاش فقیر، رنگی به رو نداشت
با پوشیدن کفش شماره ۴۸، پا تو کفش بزرگترها کردم
فکر کردن بیش از حد به گذشته، «حالتان» را می‌گیرد
روی مغازه اسید فروشی نوشته بود:باز است!
از گاری فروش، «خواستِگاری» کردم!
نجار بیچاره، درجا می‌زد
با درآوردن کلاهش، سرش را به باد داد
زغالی که آتش زا نباشد، زغال اخته است
فقط ساعت‌های فلزی زنگ می‌زنند
چشم بادامی‌ها همه را ریز می‌بینند
بیچاره چون رعیت بود، «رعایت» می‌کرد
با سند حقانیت از زندان آزاد شد
سرنشینان تایتانیک، ته‌نشین شدند
از وقتی سیگار کشید، کسی تابلوهایش را نخرید
تنها وجه مشترک انسانها، اسکناس است
در روزهای طوفانی، به انتظار پول بادآورده می‌نشینم
بعضی‌ها با زیر پا گذاشتن قانون خودشان را بالا می‌کشند
بعد از مرگ همه را در قبر «فروتن» می‌کنند.
با اینکه ویندوزم دیگر «بالا» نمی آورَد، می‌گویند «ویروسی» شده!
از هر راهی بروی نباید خودت را گم کنی
برای جدول خیابان، سؤال طرح کردم
برای استعداد کور شده‌ام، وقت پیوند قرنیه گرفتم
کارِ نوزاد، «زار» است
شام آخر را با عزرائیل صرف کردم
کودک درونم را سقط کردم!
سلسلهٔ موی دوست با شامپوی نامناسب، منقرض شد!
نمونه کاریکلماتور های حسین مقدسی نیا
هنگام افطار ثروتمند سفره رنگین و فقیر سفره دلش را پهن کرد!
در کله‌پزی مغز مرا خورد ومن زبان او را، او گرسنه ماند ولی من سیر شدم!
شهردار زنجان پس از باز نشستگی شهردار زن جان شد!
چاقو حسن یوسف را که دید، دستهٔ ی خودش را برید!
سرخ پوست رنگ پریده صورتش را با سیلی سرخ نگه می دارد!
حلاج هم که باشی پنبه ات را می زنند!
تیرباران شد به دعای گربه کوره!
مراد از خر شیطان پیاده نشد، شیطان هم سوار خر مراد شد!
سبک سر با همه سر سنگین است!‏
مرغ پخته را خام می کند روباه حیله گر!
جا دارد از یخچالم که همیشه جا دارد تشکر کنم!
وقتی که کار از کار گذشت من هم از خودم گذشتم!
از چشم فیل افتاده بود از دماغش نیز هم!
هر که بر آب آتش بریزد خاک باد!
از آب کره بگیر آب کردنش بامن!
شهریور مهرِآذر به دل بهمن افتاد!
صاف رفتم توی دل چین و چروک برگشتم!
از شوق پرواز در پوست خودم نمی گنجیدم، پوستم را کندند تا پرواز کنم!
وقتی که سیاوش روسفید از آتش در آمد سودابه روسیاه از آب در آمد!
‏* بچه از تاب پرت شد، مادرش بی تاب شد!
مغز بچه تاب برداشت، پدرش تاب را برداشت!!
حضرت سلیمان قالیش را به باد داد و گفت باد ما را با خود خواهد برد!
یه دختر دارم شاه نداره ماتم به کیش دادنش!
از بی بخاری داماد عروس آتش به پا کرد!
درخت زبان گنجشک را می داند اما جیک نمی زند!
خسیس را بخیسانی هم نم پس نمی دهد!
بحث کلامی می کردند با هم دو ناشنوا!
بی دست و پا همیشه میان دست و پاست!
در جنگ زرگری طلا کوب شدم!
کلاهش را قاضی کرد سرش رفت!
جراح گان در گرو عمل خود نهاد، غاقل از آنکه ساقی گان گرو گیر نبود!
کوکی به کیفش زدم، کیفش کوک شد!
قند در دلش آب می شود خود شیرین!
برای خود سازی عارف باشگاه بدنسازی می رود، معتاد کنج خرابات!
نمونه کاریکلماتور های مهدی فرج اللهی
نانوا هم جوش شیرین می‌زند، بیچاره فرهاد
بهار با کاپشن می‌آید و با عرقگیر رکابی می‌رود.
درزمستان درختان به هم محرم می‌شوند.
نانوا هم جوش شیرین می‌زند، بیچاره فرهاد.
قرص ماه در داروخانه پشت دخل نشسته بود.
به دلم آمد که می‌آیی آمدی و دلم رفت.
آفتاب و باران زندگی را تر و خشک می‌کنند.
هوای آلوده عینک دودی را به مرخصی می‌فرستد.
آتش از درخت بالا رفته بود و آتش‌نشان سعی می‌کرد اورا متقاعد کند پایین بیاید.
گاوها در صف کشتارگاه همدیگر را هل می‌دهند.
وصیت کردم در مجلس ختمم از گاز اشک آور استفاده کنند.
دست از سرم برداری دست به دست می‌شوم.
با آسودگی خاطر از روی پل عابر پیاده برای حواس‌پرت راننده دست تکان می‌دهم.
از روی پل عابر پیاده عرض خیابان را به طول عمرم اضافه می‌کنم.
عزرائیل زودتر از بقیه خودش را به صحنه تصادف می‌رساند.
دست دست کنی دست به دست می‌شوم.
نمی‌دانم چرا هرچقدر به قربانت می‌روم نمی‌رسم.
از تلفن عمومی برای گفتن حرفهای خصوصی استفاده می‌کنم.
وقتی دو دل شدم؛ زن دومم را اختیار کردم.
مهرش به دلم افتاد؛ اما مهریه اش آنرا از دلم درآورد.
از مهریه بالا برای انداختن انواع بعضی از ترشی جات استفاده می‌شود.
اگر عشق نبود مخابرات تا به حال ورشکست شده بود.
آنقدر نصیحت آویزه گوشم کردم که گوشهایم سنگین شده‌است.
آدم بدقول اسکناس بدون گوشه است.
شنیدن حرف مفت خیلی وقتها گران تمام می‌شود.
لباس عافیت به تنم گریه می‌کند.
از وقتی شنیدم سایه‌ام را باتیر می‌زنند، شبها بیرون می‌آیم.
صندلی محافظه کار است.
طناب دار همه تقصیرها را به گردن صندلی می‌اندازد.
دزد پر توقع انتظار دارد سگ برایش قلاب بگیرد.
فوتبالیست داستان روی قلم نویسنده فول کرد.
در مستراح عمومی همه پا جای پای هم می‌گذارند.
اندیشه در سکوت روزگار سپری می‌کند.
اگر پول چرک کف دست باشد، مخارج سنگین زندگی حکم صابون آنتی باکتریال را دارد.
شگفتا دهانم بوی شیر می‌دهد کله‌ام بوی قرمه سبزی.
با ارئه فیش حقوقی ام عزرائیل را متقاعد کردم جانم را بگیرد.
عاقبت در بالماسکه زندگی، رخ در نقاب خاک می‌کشیم.
با جان کندن عزرائیل را ملاقات کردم.
برای سفر آخرت بدنبال همسفر می‌گردم.
تابستان در ختان را برای آمدن پاییز خوب می‌پزد.
به لطف دسته کلاغها درخت عریان میوه داده‌است.
بهار را در گلدان پس‌انداز می‌کنم.
با یک گل می‌توان دل بهار را بدست آورد.
آفتاب و باران زندگی را تر و خشک می‌کنند.
سراب با آفتاب رفع تشنگی می‌کند.
کوهنورد امیدوار از سقوط بالا می‌رود.
لباسهایم روی چوب لباسی رفع خستگی می‌کنند.
سقوط از ارتفاع جان می‌گیرد و ارتفاع در سقوط جان می‌دهد.
زبان مادری گوسفند دوحرف دارد؛ ب و ع
نمونه کاریکلماتور های سامان فیروزی
آقایان معتقدند آدم باید مرد باشد و خانم‌ها معتقدند مرد باید آدم باشد!
سیارات منظومه شمسی به جمله «همیشه حق با مشتری است» اعتراض دارند!
عشق مرا به دیوانه خانه کشاند چون معشوقه‌ام پرستار تیمارستان بود.
بعضی‌ها دستشان رو می‌شود اما رویشان کم نمی‌شود.
غزل قصیده‌ای است که عاشق شده باشد.
معتادان به وسوسه شان جامه «عمل» می‌پوشانند
جیغ بنفش، حاصل ترکیب جیغ طرفداران تیم‌های آبی و قرمز در ورزشگاه است.
پس از گذاشتن عینک، از عشق با نگاه اول پشیمان شد.
نوشته‌های سنگ قبر هر انسان هنگام تولدش نوشته می‌شوند.
پستچی تنبل، نامه‌ها را به اولین صندوق پست سر راه می‌اندازد.
دنیا پرستی همیشه بد نیست، مخصوصاً وقتی تو دنیای من باشی.
جاذبهٔ معشوق بدتر از جاذبهٔ زمین انسان را بر زمین می‌کوبد.
آدم‌های سربه زیر کمتر جواب سربالا می‌دهند.
برای اینکه کفش‌هایش را برق بیاندازد، بندهای آن را در پریز فرومی‌کرد.
شیرینی بعضی خاطرات مانند شیرینی لیمو شیرین با گذر زمان به تلخی می‌زند.
آدم شیرین زبان برای خوردن چای به قند نیاز ندارد
قبرستان کلی کشته-مرده دارد
بعضی هواپیماها به جای «آن ور دنیا» آدم را به «آن دنیا» می‌برند.
به نظر دانشمندان نژادپرست، دوغ تنها به خاطر رنگش از نوشابه سیاه بهتر است.
تجلی عشق آسمانی را در مهماندار هواپیما دید.
مرگ سایه در آغوش نور اتفاق می‌افتد.
روزنامه‌های وابسته به محافل قدرت زورنامه هستند.
می‌خواست حرف‌های گنده تر از دهانش بزند واژه‌ها در گلویش گیر کردند
حیوانات آزادیخواه محل اختفای شیر را به شکارچی لو دادند.
چون صورتش مثل ماه بود فقط فضانوردان عاشقش می‌شدند.
مهم‌ترین هوادارانش ریه‌هایش بودند.
پس از دادن صدقه، بلای هفتاد و یکم بر سرش نازل شد!
من میگم بره، تو میگی نره!
برادرم نگاهت را، خواهرم چگرت را!
نمونه کاریکلماتور های متین یحیی زاده
بهار وقتی رسید که زیر پای آدم‌برفی سبز شده بود.
خروسی که فمنیست شده بود قدقد می‌کرد.
برای بیدار کردن وجدانم، ساعتم را کوک می‌کنم.
هیچ فرشته ای آدم نمی‌شود.
هیچ مرده ای گورش را گم نمی کند.
با نان‌هایی که آجر کرده بود کاخ ساخت.
فحشا از سر و کول فقر بالا می‌رود.
پرگار متعصب بجای دایره چهارگوش می‌کشید.
در عزای مرگ جوانیم، موهای سفیدم را سیاه می‌کنم.
ثروتمند تنها خطی را که نمی‌تواند بخواند «خط فقر» است.
موش آزمایشگاه به آزادی موش فاضلاب غبطه می‌خورد.
هیچ منجمی زمان وقوع «دل گرفتگی» را نمی‌داند.
نقاشی که خانه نداشت آجر روی آجر می‌کشید.
شاخ و برگ فکرش را که هرس کرد کوته فکر شد.
ما که حسابمان پاک است،نیازی به رمز پویا نداریم!
.در زندگی بیشتر از کبریت سرگرم بوده ام.
آدم درستکار از خود راضی است.
با اینکه شناگر قابلی بود ولی روی موج اقتصاد دوام نیاورد
برروی میز مسئولی که خواب است «گل شیپوری»می گذارم.
اگر حقوق بشر زیاد شود،کفاف زندگی را خواهد داد
فقیر در شکاف طبقاتی ته نشین می شود.
«روی سگ»بعضی ها سوت نزده دم تکان می دهد.
شب با سیاه نمایی حریف روشنگری ماه نمی شود.
لاشه عمر تلف شده را در  ساعت شنی دفن می کنم.
خشکسالی هم تا رودخانه می بیند آبی به تن می زند.
مرغ همسایه بد،  همیشه خروس بی محل است.
از وقتی آینه پیرچشمی گرفت موهایم را سفید می بیند.
عزرائیل در سیل آب تنی می کند.
مهره شطرنجم را برروی  روزهای سیاه و سفید می چینم.
«فقر» با سیلی آبداری که می زند، خشکی چشم را برطرف می کند.
«گربه صفت» به راحتی از «دیوار حاشا» بالا می رود.
آینه ی درون نمای اش که شکست، رویم را زمین زد.
آدم حساس از سایه اش تقاضا می کند که ادایش را در نیاورد.
شکارچی  که هدفش مرغ آمین است، خشابش را از دعا پر می کند.
.با حاصل جمع مهره مار برای بدشانسی تسبیح می سازم.
.سقوط به خوبی از تجربه پروازش استفاده نمی کند.
دلم به حال زندان می سوزد که همیشه پشت میله هاست
.ژنرال خسته روی جنگ نرم می خوابد.
.ترازو از نشان دادن وزن «خفیف» عاجز است.
.برای ملاقات با آدم بلند نظر از نردبان بالا می روم.
برج زهرمار، چشم اندازی ندارد.
حلزون، عمری با فروتنی زندگی میکند.
حرف های یکنواخت از قانون اول نیوتون پیروی می کنند.
.درخت دوست دارد با «پاییز» خلوت کند.
آمد از فشار خون فرار کند به فشار قبر مبتلا شد.
از وقتی کودحیوانی می فروخت «رشد نقدینگی » پیدا کرده بود.
از زمستان آبی گرم نمی شود.
.حساب  درخت با  زمستان همیشه پاکِ پاک است.
نمونه‌هایی از کاریکلماتورهای احمدرضا بهرامپور:احمدرضا بهرام‌پور عمران متولد ساری، ۱۳۵۳ دانش‌آموخته‌ی دکتری زبان و ادبیات فارسی، در دانشگاه علامه طباطبایی حوزه‌ی تحقیق: نیما‌پژوهشی و حافظ‌پژوهی پژوهش‌ها: در تمام طول شب [بررسی آراء نیما]، انتشارات مروارید (چ سوم ۱۴۰۳) رفتنت برایم آمد نداشت (مجموعه کاریکلماتور، انتشارات مروارید، چ سوم، ۱۳۹۷). و نیز ده‌ها مقاله در مجلات علمی پژوهشی و ...
در ماه‌های حرام، آدم‌ها گران‌جان‌تر می‌شوند.
بعضی‌ها می‌روند آنکارا دنبال اون کارا.
مرداب جویباری است که درجا زده است.
کوه به‌ پشت‌گرمی آفتاب برف‌ها را آب می‌کند.
تخم‌مرغ‌دزدِ قانع شتردزد نمی‌شود.
گربهٔ آلامد هامستر ویار می‌کند.
باآن‌که اعتقادی به رژیم نداشت گرسنگی را تحمّل می‌کرد.
آفتاب زمستانی کژتابی دارد.
بعضی‌ها به‌خاطر این‌که پرویز شاپور کاریکلماتور می‌گفت و شوهر خوبی برای فروغ نبود از من بدشان می‌آید.
شانسِ باادب زنگِ درِ خانهٔ آدم را می‌زند.
زنبورها هم‌چنان سلطنت‌طلب اند.
ماه به آفتابی بند است.
گوشِ آدمِ مفلس، بدهکارِ کسی نیست.
همهٔ راه‌ها پیش‌پا‌افتاده‌اند.
هنرمندِ مهربان، سازش را می‌نوازد.
سیگاری‌ها نیز گاه از هم اقتباس‌می‌کنند.
بعضی از صداها به بعضی از سیماها نمی‌آید.
دنیا را آب ببرد، ماهی‌ها را خواب‌می‌بَرد.
هرگاه چیزی در مغزم جرقه‌می‌زند، دود از کله‌ام بلندمی‌شود.
هرصبح جلوی آینه با خودم دست‌به‌یقه‌می‌شوم.
هواپیما از ترسِ سقوط است که صعود می‌کند.
دو چشمم به دو چشمت که افتاد دچار شدم.
چشم‌پزشک باید سوادِ بصریِ بالایی داشته‌باشد.
اجل پشتِ درِ سی‌سی‌یو معلق‌مانده‌است.
تنها که می‌دوم با خودم یکی‌به‌دو می‌کنم.
بازاری‌ها از شمرده‌شمرده حرف‌زدن و لحظه‌شماری لذت می‌برند.
درخت تا دمِ مرگ، بر اصولِ خود پافشاری‌می‌کند.
گربهٔ محتاط با سگ‌ماهی میانه‌ای ندارد.
قارچ گیاهِ چتربازی است.
طرحِ دوفوریّتی فی‌المجلس به‌تصویب‌رسید.
*از مجموعهٔ: رفتنت برایم آمد نداشت (مجموعه کاریکلماتور) انتشارات مروارید، چ سوم، ۱۳۹۷
```
[
۱۰
]
```

1. ↑  گزیدهٔ کاریکلماتورهای پرویز شاپور، انتشارات مروارید، چاپ اول، ۱۳۷۱.
2. ↑  کتاب قلم کم حرف
3. ↑  عباس گلکار.
4. ↑  حسین ناژفر.
5. ↑  رسول مرادی.
6. ↑  حسین مقدسی نیا.
7. ↑  نام.
8. ↑  مهدی فرج اللهی.
9. ↑  سامان فیروزی.
10. ↑  متین یحیی زاده.